# Sexuella övergrepp mot barn
Sexuella övergrepp mot barn är sexuella övergrepp som riktar sig mot barn. Definitionen av barn handlar här oftast om sexuell myndighetsålder.
En majoritet av övergreppen begås av personer som inte är pedofiler. Syftet kan också vara att producera barnpornografi, eller uttryck för en folktro att sexuellt umgänge med en person som aldrig haft samlag kan bota HIV.
Sexuellt utnyttjande av barn och spridande och innehav av barnpornografi är förbjudna i de allra flesta rättssystem. Sexturister reser ibland till fattigare länder, framförallt i Sydostasien, i syfte att ha sex med barn, vilket utgör en del av sexturismen, se barnsexturism.

## Lagar
I Sverige finns den särskilda brottsrubriceringen våldtäkt mot barn och sexuellt övergrepp. Mer lindriga fall kan räknas som sexuellt utnyttjande av barn eller sexuellt ofredande.

## Förekomst

### Afrika
Sydafrika är ett av de länder med störst förekomst av sexuella övergrepp mot barn i världen. Våldtäkter på barn har också rapporterats i stor skala i Kongo under kriget. Biståndsarbetare anklagar alla parter i kriget för detta.

### USA och Europa
Sexuella övergrepp på barn har generellt sett bedömts som vanliga i väst.

### Asien
I Taiwan har en undersökning bland ungdomar indikerat att 2,5 procent av dessa utsatts för sexuella övergrepp som barn.

## Återfallsrisk
Sedan 1980-talet fokuserar all behandling av sexualförbrytare på att motverka beteende då minskandet av sexuell dragning inte längre anses möjligt med annat än medicinsk hjälp. Behandling har visat sig effektivt då endast 2,9 procent återfaller i brott under en uppföljningsperiod på 5 år. Medicinsk behandling är kontroversiell då effekterna inte är permanenta utan försvinner när behandlingen avbryts. En av de mest lovande behandlingarna är med GnRH (Gonadotropin-releasing Hormone) som varar länge och har få biverkningar. Den främsta sidoeffekten är hypoandrogenism vilket orsakar en förlust av sexuella fantasier, sexuell lust och beteende vilket inte bara påverkar den oönskade böjelsen.

### Organisationer och resurser mot sexuella övergrepp på barn
Det finns även en stor grupp organisationer som försöker motverka sexuella övergrepp på barn. Bland de mest namnkunniga finns Ecpat och Rädda barnen. Andra organisationer som stöttar utsatta barn inkluderar bland annat BRIS och Ungdomsmottagningar.